# Francisco Verdugo
Francisco Verdugo (Talavera de la Reina, 1537 – Lussemburgo, 1595) è stato un militare spagnolo, Maestre de Campo General nei Paesi Bassi spagnoli, ultimo statolder spagnolo di Frisia, Groninga, Drenthe e Overijssel.

## Biografia
Francisco Verdugo è stato un comandante militare spagnolo durante la rivolta olandese.
È stato descritto come un soldato coraggioso, cortese e molto esperto, che ha fatto carriera militare dal rango di moschettiere, che ha sostenuto l'assedio di Haarlem (1572-1573), fino ad essere nominato governatore della Frisia per conto del Re di Spagna Filippo II.
Quando aveva 20 anni partecipò alla Battaglia di San Quintino nell'agosto 1557.
Nominato governatore di Haarlem nel 1573, come ammiraglio della flotta spagnola ha contribuito a conquistare le Fiandre. Nel 1576, divenne consigliere di stato competente su gran parte dei territori fiamminghi (Diciassette Province).
Dopo l'arrivo a Bruxelles nel 1577 di Don Giovanni d'Austria, figlio naturale di Carlo V, il fratellastro di re Filippo II di Spagna, seppe tenere sotto controllo i fanatici religiosi cattolici e Verdugo fu promosso governatore di Breda e in seguito di Thionville e Namur. Egli sposò nel 1578, all'età di anni 41, Dorothea von Mansfeld, una delle figlie del Graf o conte, Pietro Ernesto I di Mansfeld-Vorderort, (1517–1604) diventando così il cognato del suo famoso figlio bastardo, il condottiero Ernst von Mansfeld (n.1580 - m. Rakovica, vicino a Sarajevo, oggi Bosnia, 29 novembre 1626 durante la Guerra dei trent'anni).
Nel 1581 era governatore e capitano generale delle province dei Paesi Bassi asburgici di Frisia, Groninga, Drenthe e Overijssel. Nello stesso anno vinse la Battaglia di Noordhorn contro l'esercito delle province olandesi guidato dal generale inglese John Norreys. Nel 1586 comandò con successo le forze spagnole alla Battaglia di Zutphen. 
Ma da allora in poi, perse sempre più territorio a favore di Maurizio di Nassau, principe d'Orange e Guglielmo Luigi, conte di Nassau-Dillenburg, fino a quando nel 1595, arrivò a controllare solo la città di Groninga e l'area del Twente. Non potendo impedire la presa di Groninga il 22 luglio 1594, lasciò i Paesi Bassi per partecipare alla guerra contro la Francia.
Francisco Verdugo morì il 22 settembre 1595 ed è sepolto nel convento di Sancti Spiritus, (Ordine di Santa Clara), in Lussemburgo.